# Bruno Varani
Bruno Varani, né le 16 septembre 1925, à Santa Fe, en Argentine et décédé le 25 juillet 2005, à Pinamar, en Argentine, est un ancien joueur argentin de basket-ball.